# Багателия, Баграт Ахметович
Баграт Ахметович Багателия (25 октября 1930, с. Отхара, Гудаутский район — ноябрь 2015, Гагры) — профессиональный абхазский хоровой дирижёр, композитор, музыкальный педагог.
Заслуженный деятель искусств Абхазской АССР (1958).

## Биография
Родился 25 октября 1930 года в селе Отхара Гудаутского района Абхазской АССР, в семье крестьянина Ахмета Багателиа В семье росли еще два сына и дочь. Старший брат Баграта Едрат был одним из тех музыкантов-самоучек, которые умели играть на народных музыкальных инструментах — апхьярца и ачырпын.
Поступил и закончил Сухумское музыкальное училище, свою профессиональную деятельность начинал в Сухуме, преподавал музыку, также какое-то время работал в Государственном заслуженном ансамбле песни и пляске Абхазии.
Окончил Московский музыкально-педагогический институт им. Гнесиных (факультет хорового дирижирования)
Баграт Багателиа практически всю свою жизнь прожил в городе Гагра, с ним же была связана и большая часть профессиональной деятельности, в которой он многое успел сделать. Так, с его именем связано открытие в городе Гагрской музыкальной школы в 1969 году.
1969—1974 — директор Гагрской детской музыкальной школы.
В 1974 займет должность председателя правления музыкального хореографического общества г. Гагра
Занимался организацией и творческой деятельностью ряда хоровых коллективов:
- детский ансамбль «Мамзышха» (1983),
- ансамбль народной песни «Афартын» (1985), успешно гастролировавший по России, Польше, Бельгии,
- «Ауараща»,
- Гагрский городской хор,
- Бзыбский детский хор «Мамзыщха»,
- ансамбль «Афыртын»,
- мужской хор Гагрского лицея-интерната «Цандрипш».

Организатор и руководитель фольклорного ансамбля «Киараз», которым он руководил почти 50 лет. Сегодня режиссером-постановщиком ансамбля является Ахра Смыр.
Во время грузино-абхазского конфликта Баграт Багателиа вместе с ближайшими друзьями-коллегами создал ансамбль «Псоу», который выступал перед бойцами в тылу и поднимал дух сражающихся с врагом солдат. Кстати, хорошо известна песня Баграта Багателиа о защитниках родины на стихи поэтессы Беллы Барциц.
После войны потеряет единственную дочь и супругу.
Скончался в ноябре 2015 года.

## Произведения
Известен и как композитор, автор популярных в народе песен «Плач матери», «Об Абхазии», «Гунда», «Райда» и др.
Создал около 300 произведений различного жанра, среди них такие песни. Особое место в его композиторском творчестве занимали песни для детей. Всего он создал около 100 произведений для детей.